# Сергеева, Екатерина Степановна
Екатерина Степановна Сергеева (Васильева) (1919—2006) — советский передовик производства в сельском хозяйстве. Герой Социалистического Труда (1950).

## Биография
Родилась 24 декабря 1919 года в деревне Опочно Порховского района Псковской области в крестьянской семье.
С 1941 по 1944 годы в период Великой Отечественной войны Е. С. Сергеева проживала со своей несовершеннолетней дочерью на временно оккупированной немецко-фашистскими войсками территории. Е. С. Сергеева была насильно угнана в гитлеровский концлагерь в Прибалтике.
С 1944 года Е. С. Сергеева была освобождена из заключения и вернулась в деревню Опочно, работала дояркой свиноводческого совхоза «Полоное» Порховского района Псковской области.
В тяжёлые послевоенные годы Е. С. Сергеева добивалась высоких показателей по надоям молока от закрепленных за ней коров. В 1948 году от 10 коров получила по 5212 килограммов молока. В 1949 году получила от 8 коров по 6794 килограмма молока с содержанием 211 килограммов молочного жира в среднем от коровы за год.
5 октября 1950 года Указом Президиума Верховного Совета СССР «за достижение высоких показателей в животноводстве в 1949 году при выполнении совхозом плана сдачи государству сельскохозяйственных продуктов в выполнении плана прироста поголовья по каждому виду продуктивного скота и птицы» Екатерина Степановна Васильева (Сергеева) была удостоена звания Героя Социалистического Труда с вручением Ордена Ленина и золотой медали «Серп и Молот».
В последующем Е. С. Сергеева окончив курсы бригадиров животноводства в Ленинградской сельскохозяйственной школе и возглавляла коллектив молочно-товарной фермы в совхозе «Полоное» Порховского района.
С 1975 года Е. С. Сергеева — на пенсии. Жила в деревне Полоное Порховского района, а последние годы жизни — в Санкт-Петербурге. Умерла 26 декабря 2006 года.

## Награды
- Медаль «Серп и Молот» (5.10.1950)
- Орден Ленина (5.10.1950)
- Медаль «За трудовую доблесть» (28.07.1948)
- Медаль «Ветеран труда»